# Estádio D. Afonso Henriques
Het Estádio Dom Afonso Henriques is een voetbalstadion in de Portugese stad Guimarães. Het stadion heeft een capaciteit van 30.029 zitplaatsen en werd ontworpen door Eduardo Guimarães. De vaste bespeler is Vitória SC. Estádio D. Afonso Henriques is vernoemd naar de eerste koning van Portugal - en tevens een inwoner van Guimarães - Afonso Henriques.
Tot 1989 was het stadion eigendom van de gemeenteraad en daarom was de naam van het stadion Estádio Municipal de Guimarães, maar pas in 1995, toen al eigendom van de club, veranderde de naam in de naam van die momenteel bekend is.
De eerste wedstrijd in het stadion na de renovatie in 2003 werd gespeeld op 25 juli 2003 tussen Vitória de Guimarães en 1. FC Kaiserslautern, die door de thuisploeg werd gewonnen met eindstand van 4–1. 

## Internationale toernooien
Het stadion werd gebouwd in 1965 en gerenoveerd in 2003 voor het Europees kampioenschap voetbal 2004. Twee wedstrijden in groep C, Denemarken - Italië en Bulgarije en Italië, werden in dit stadion afgewerkt. In juni 2019 werden er twee wedstrijden gespeeld voor het finaletoernooi van de UEFA Nations League 2018/19. Er werden twee wedstrijden gespeeld, de halve finale en de troostfinale.

### Portugees nationaal voetbalelftal
De volgende wedstrijden van het Portugees nationaal voetbalelftal werden gespeeld in het Estádio Dom Afonso Henriques.
| #  | Datum            | Uitslag | Tegenstander | Competitie                  |
| -- | ---------------- | ------- | ------------ | --------------------------- |
| 1. | 16 februari 1983 | 0-3     | Frankrijk    | vriendschappelijk           |
| 2. | 26 maart 1999    | 7-0     | Azerbeidzjan | Kwalificatie EK 2000        |
| 3. | 6 september 2003 | 0-3     | Spanje       | vriendschappelijk           |
| 4. | 14 oktober 2009  | 4-0     | Malta        | Kwalificatie WK 2010        |
| 5. | 3 september 2010 | 4-4     | Cyprus       | Kwalificatie EK 2012        |
| 6. | 6 februari 2013  | 2-3     | Ecuador      | Vriendschappelijk           |
| 7. | 20 november 2018 | 1-1     | Polen        | UEFA Nations League 2018/19 |
| 8. | 21 maart 2024    | 5-2     | Zweden       | Vriendschappelijk           |

### UEFA Euro 2004
| Datum        | Uitslag    | Uitslag | Uitslag   | Ronde   | Toeschouwers |
| ------------ | ---------- | ------- | --------- | ------- | ------------ |
| 14 juni 2004 | Denemarken | 0-0     | Italië    | Groep C | 29,595       |
| 22 juni 2004 | Italië     | 2-1     | Bulgarije | Groep C | 19,242       |

### UEFA Nations League 2019 finale
| Datum       | Resultaat   | Resultaat             | Resultaat | Ronde        | Toeschouwers |
| ----------- | ----------- | --------------------- | --------- | ------------ | ------------ |
| 6 juni 2019 | Nederland   | 3-1 (n.v.)            | Engeland  | Halve finale | 25,711       |
| 9 juni 2019 | Zwitserland | 0-0 (n.v.) (5-6 pen.) | Engeland  | Troostfinale | 15,742       |

## Overlijden van Miklós Fehér
Het stadion was getuige van het overlijden van Benfica-speler Miklós Fehér. Dit gebeurde tijdens een competitiewedstrijd tussen Vitória de Guimarães en Benfica op 25 januari 2004. Diep in de tweede helft kreeg Fehér een gele kaart, kort nadat hij als invaller het veld was ingekomen. Nadat hij wegliep van de scheidsrechter bleef hij enkele meters verder staan, boog zich voorover en zakte vervolgens in elkaar door een hartaanval, waarna hij in het ziekenhuis overleed. Na zijn overlijden wordt er iedere keer wanneer Benfica in Guimarães speelt een herdenkingsplechtigheid gehouden op de plaats waar Fehér instortte.
Estádio Cidade de Coimbra (Académica Coimbra) ·
Estádio Municipal de Arouca (FC Arouca) ·
Estádio do Restelo (CF Os Belenenses) ·
Estádio da Luz (SL Benfica) ·
Estádio Municipal de Braga (SC Braga) ·
Estádio António Coimbra da Mota (GD Estoril-Praia) ·
Estádio Cidade de Barcelos (Gil Vicente FC) ·
Estádio dos Barreiros (CS Marítimo) ·
Estádio da Madeira (CD Nacional) ·
Estádio José Arcanjo (SC Olhanense) ·
Estádio da Mata Real (FC Paços de Ferreira) ·
Estádio do Dragão (FC Porto) ·
Estádio do Rio Ave FC (Rio Ave FC) ·
Estádio José Alvalade (Sporting Lissabon) ·
Estádio D. Afonso Henriques (Vitória SC) ·
Estádio do Bonfim (Vitória FC)
Estádio do Fontelo (Académico de Viseu FC) ·
Estádio da Tapadinha (Atlético Clube de Portugal) ·
Estádio Municipal de Aveiro (SC Beira-Mar) ·
Estádio da Tapadinha (SL Benfica B) ·
Estádio 1º de Maio (SC Braga B) ·
Estádio Municipal de Chaves (Grupo Desportivo de Chaves) ·
Estádio do CD das Aves (CD Aves) ·
Estádio de São Luís (SC Farense) ·
Estádio Marcolino de Castro (CD Feirense) ·
Estádio do Mar (Leixões SC) ·
Campo da Imaculada Conceição (CS Marítimo B) ·
Parque Joaquim de Almeida Freitas (Moreirense FC) ·
Estádio Carlos Osório (União Oliveirense) ·
Estádio Municipal 25 de Abril (FC Penafiel) ·
Estádio Municipal de Portimão (Portimonense SC) ·
Estádio Dr. Jorge Sampaio (FC Porto B) ·
Estádio de São Miguel (CD Santa Clara) ·
Estádio José Alvalade (Sporting Lissabon B) ·
Complexo Desportivo da Covilhã (Sporting Covilhã) ·
Estádio João Cardoso (CD Tondela) ·
Estádio do Clube Desportivo Trofense (CD Trofense) ·
Estádio da Madeira (CF União)